# William Turner (anatomista)
Sir William Turner (Lancaster, 7 gennaio 1832 – Edimburgo, 15 febbraio 1916) è stato un anatomista e antropologo inglese.
Fu preside dell'Università di Edimburgo dal 1903 al 1916.